# Земяне
Земяне — категория военнослужилого населения Польши и Великого княжества Литовского в XVI—XVIII вв.

## Земяне в XVI—XIX веках
Земяне проживали в королевских имениях, владели землёй и были вассалами польского короля или магната.
В XVI веке — первой половине XVII века земянами обычно называли шляхту. В XVIII веке так называли и потомков военнослужилых людей, не имеющих шляхетских прав: путных и панцирных бояр. В некоторых магнатских латифундиях земянами называли мелкую шляхту, часть которой к началу XIX века обеднела и ничем не отличалась от крестьян. Такие земяне были по сути просто зажиточными крестьянами. Часто на них в имениях возлагались полицейские функции. Земянами считалась большая часть литовских служилых татар.
После присоединения земель Великого княжества Литовского к Российской империи, часть земян, доказавших своё шляхетское происхождение, переведена в дворянство, остальные же — в «вольных людей».